# Lita Stantic
Lita Stantic (nacida como Élida Stantic; 7 de abril de 1941) es una directora, guionista y productora de cine argentina. 
Es una de las productoras más importantes del llamado nuevo cine argentino, y es responsable de la producción o distribución de las obras de algunos de los nuevos directores argentinos más destacados en el mundo, tales como Lucrecia Martel, Pablo Trapero e Israel Adrián Caetano.

## Actividad en el cine
Comenzó su actividad en el cine en 1965 dirigiendo los cortometrajes El bombero está triste y llora y Un día... y trabajando como asistente de director en el filme Diario de campamento'. Entre 1968 y 1977 se desempeñó como jefe de producción de largometrajes y desde 1978 se dedicó a la producción. En los 80' fundó junto a María Luisa Bemberg la productora GEA Cinematográfica, que actualmente se denomina Lita Stantic Producciones.
En 1993 dirigió Un muro de silencio, su primer y último largometraje. Lita Stantic también realizó actividad gremial y entre 1986 y 2001 presidió la Cámara Argentina de la Industria Cinematográfica.

## Productora cinematográfica
- La gruta continua, dirigida por Julián D´Angiolillo (2023)
- Errante. La conquista del hogar, dirigida por Adriana Lestido (2022)
- La deuda, dirigida por Gustavo Fontán (2018)
- Habi, la extranjera, dirigida por María Florencia Álvarez (2013)
- Diletante, dirigida por Kris Niklison (2010)
- Café de los maestros, dirigida por Miguel Kohan (2008)
- Cordero de Dios, dirigida por Lucía Cedrón (2008)
- Hamaca paraguaya, dirigida por Paz Encina (2006)
- La niña santa, dirigida por Lucrecia Martel (2004)
- Un oso rojo, dirigida por Israel Adrián Caetano (2002)
- Tan de repente, dirigida por Diego Lerman (2002)
- Bolivia, dirigida por Israel Adrián Caetano (2001)
- La Ciénaga, dirigida por Lucrecia Martel (2001)
- Mundo grúa, dirigida por Pablo Trapero (1999)
- Dársena Sur, dirigida por Pablo Reyero (1998)
- Sol de otoño, dirigida por Eduardo Mignogna (1996)
- Un muro de silencio, dirigida por Lita Stantic (1993)
- El verano del potro, dirigida por André Melançon (1991)
- Yo, la peor de todas, dirigida por María Luisa Bemberg (1990)
- Fútbol argentino, dirigida por Víctor Dínenzon (1990)
- Miss Mary, dirigida por María Luisa Bemberg (1986)
- Camila, dirigida por María Luisa Bemberg (1984)
- Señora de nadie, dirigida por María Luisa Bemberg (1982)
- Momentos, dirigida por María Luisa Bemberg (1981)
- Los miedos, dirigida por Alejandro Doria (1980)
- La isla, dirigida por Alejandro Doria (1979)
- Contragolpe, dirigida por Alejandro Doria (1979)
- La parte del león, dirigida por Adolfo Aristarain (1978)
- Los Velázquez, dirigida por Pablo Szir (1972)

## Productora de televisión
- Las dependencias (1999)
- Historias de vidas, Encarnación Ezcurra (1998)
- Historias de vidas, Silvina Ocampo (1998)

## Guionista
- Un muro de silencio (1993)
- Los Velázquez (1972)
- Un día... (1966)
- El bombero está triste y llora (1965)

## Directora
- Un muro de silencio (1993)
- Un día... (1966)
- El bombero está triste y llora (1965)

## Ayudante de dirección
- Diario de campamento (1965)

## Premios
- Festival Internacional del Nuevo Cine Latinoamericano de La Habana: Mención especial para  Tan de repente (2002) y Un oso rojo (2002).
- Festival Internacional de Cine de Locarno: Leopardo de Plata por Tan de repente (2002).
- Premio Príncipe Claus (2003)
- Premio Konex de Platino: Productora de la década 2001-2010 (2011).